# Paul Pfizer
Paul Achatius Pfizer, född den 12 september 1801 i Stuttgart, död den 30 juli 1867 i Tübingen, var en sydtysk politisk skriftställare, bror till Gustav Pfizer.
Pfizer idkade juridiska och filosofiska studier samt blev 1826 överrättsassessor i Tübingen. I skriften Briefwechsel zweier deutschen (1831; 2:a upplagan 1832) yrkade Pfizer på Österrikes utskiljande från det övriga Tyskland och de smärre staternas anslutning till Preussen. Han erhöll till följd därav sitt avsked ur statstjänsten, men var 1831-1838 representant för Tübingen i andra kammaren och där, jämte Uhland, den liberala oppositionens själ. 
Sedermera ägnade Pfizer sig åt kommunala ämbeten i Stuttgart, där han blev hedersborgare. Han var en kort tid 1848 kultusminister och 1851-1858 överrättsråd. Bland Pfizers övriga skrifter märks Gedanken über recht, staat und kirche (1842) och Zur deutschen verfassungsfrage (1862), där han bestämt förutsäger Preussens hegemoni.